# Hoya incrassata
Hoya incrassata är en oleanderväxtart som beskrevs av Otto Warburg. Hoya incrassata ingår i släktet Hoya och familjen oleanderväxter. Inga underarter finns listade i Catalogue of Life.